# 海神噴泉 (柏林)

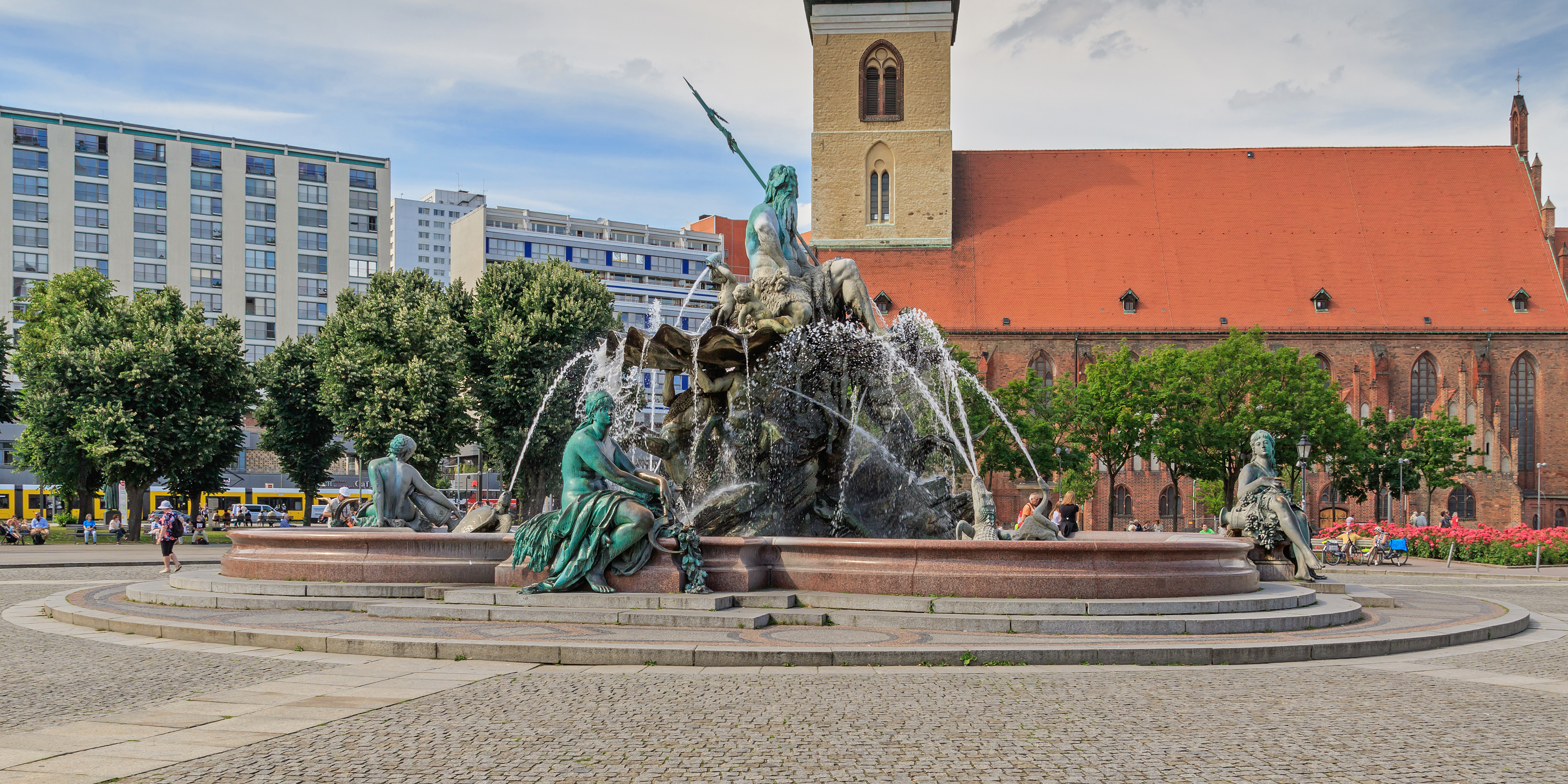
海神噴泉

海神噴泉（德語：Neptunbrunnen）是位於德國柏林的一座噴泉，修建於1891年。海神噴泉的中央是一個海神雕像，而噴泉內的四個女性雕像分別代表易北河、萊茵河、維斯瓦河和奧德河。